# Anton Johan Adriaan van Herzeele
Anton Johan Adriaan baron van Herzeele ('s-Gravenhage, 2 november 1882 - aldaar, 2 april 1960) is vooral bekend geworden als mecenas van de dichter Pieter Cornelis Boutens.

## Familie
A.J.A. (vanaf 1930 baron) van Herzeele werd geboren in het adellijke geslacht Van Herzeele en was een zoon van Henri Emile baron van Herzeele (1848-1914) en Jeannette Leontine barones Sloet van Oldruitenborgh (1856-1934). Zijn vader werd in 1899 baron, na het overlijden van diens vader Willem Frans baron van Herzeele (1821-1899), hofdienaar. Hij had een broer, Willem Robert Theodorus (sinds 1914 baron) van Herzeele (1876-1930). Na diens dood ging de titel van baron op hem over.

## Biografie

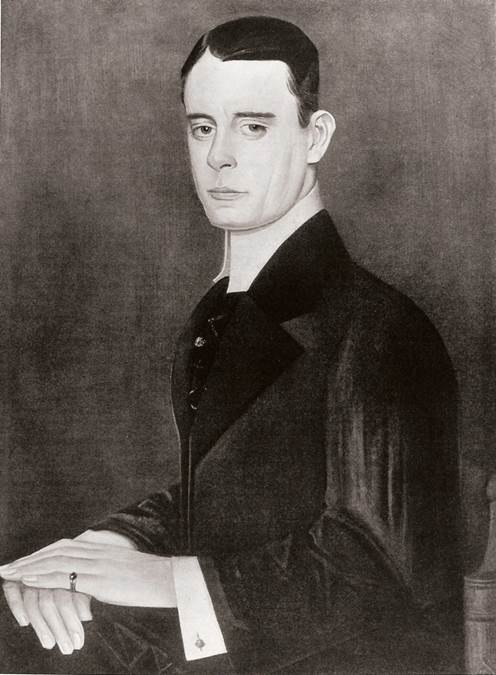
Anton van Herzeele 1915 door Willem van Konijnenburg (1868-1943). Verdere gegevens en verblijfplaats onbekend.

Van Herzeele groeide op in een welgesteld gezin in 's-Gravenhage. Tussen 1895 en 1905 bezocht hij de prestigieuze jongenskostschool Instituut Noorthey te Voorschoten. Daar leerde hij de dichter P.C. Boutens (1870-1943) kennen, die er vanaf 1894 leraar klassieke talen was. Een bewaard gebleven briefwisseling tussen de voormalige leerling en leraar toont aan dat zich tussen hen een vriendschap ontwikkelde. Daarin komt vanaf 1908 ook Van Herzeele's homoseksualiteit ter sprake (ook Boutens was homoseksueel).
Na 1909 verzamelden vrienden van Boutens een bedrag, waardoor Boutens van de rente, en van zijn pen, kon gaan leven en zijn leraarschap kon opgeven. Van Herzeele zou ruimschoots in dat bedrag hebben bijgedragen. Bovendien kocht Van Herzeele een woonhuis aan de Haagse Laan Copes van Cattenburch, dat hij ter beschikking van de dichter stelde. Van Herzeele zelf verbleef veelal in Parijs.
Na de beurskrach van 1929 en onfortuinlijke speculaties was het vermogen van Van Herzeele flink afgenomen. In het begin van de Tweede Wereldoorlog evacueerde Van Herzeele naar het oosten van Nederland. Mede daardoor verflauwden de contacten met Boutens.
Boutens-vorser en -verzamelaar Caroline van Lier-Schmidt Ernsthausen (1894-1978) leerde Van Herzeele kennen in 1957 of 1958. Het is mede aan de contacten tussen hen beiden te danken dat het auteurschap van Boutens' Strofen en andere verzen uit de nalatenschap van Andries de Hoghe kon worden vastgesteld.
A.J.A. baron van Herzeele stierf in 1960 als laatste telg van zijn familie, waarmee het adellijke geslacht Van Herzeele uitstierf.
Jan Toorop tekende een portret van Van Herzeele dat nu berust in het Gemeentemuseum Den Haag.
Willem van Konijnenburg schilderde in 1915 een portret van Anton van Herzeele. Het werk is tentoongesteld in Kunstzaal Kleykamp te Den Haag tijdens Tentoonstelling van werken van W.A. van Konijnenburg, 30 schilderijen, aquarellen en tekeningen uit de periode 1910-1917 van 6 oktober tot en met 1 november 1917.